# IMac G5
iMac G5（アイマック・ジーファイブ）は、2004年8月から2006年3月にかけてAppleによってデザイン、販売された一体型パーソナルコンピュータである。これは、 PowerPCプロセッサを使用する最後のiMacシリーズであり、Mac OS 9アプリケーションをClassic環境で動作できる最後のモデルだった。 2006年1月に、iMac G5の機能、価格、ケースデザインを踏襲したIntelベースのiMacに置き換えられた。

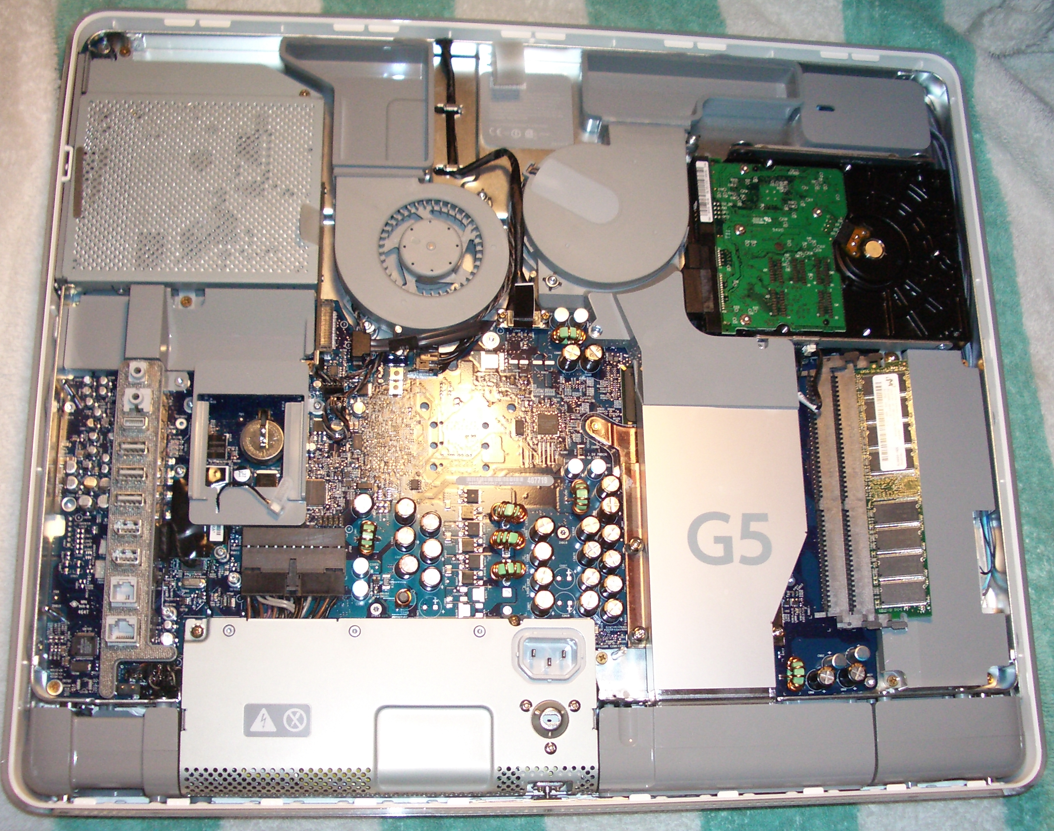
初代iMac G5 20インチモデル内部

## 歴史
2004年8月、 デザインが刷新されたiMacが発表される。この時点で、 PowerPC 970プロセッサがPower Mac G5で利用されていた。よく知られていたように、Power Mac G5は、CPUからの熱が多いため、大きなケース内に複数のファン（さらは、最上位のPower Mac G5には液体冷却も採用）を必要としていた。
Appleの新しいiMacは、PowerPC 970FXを独特のフォームファクタを備えたオールインワンデザインに組み込むことに成功した。iMac G5は、iMac G4と同じ17インチと20インチのワイドスクリーンLCDを使用し、メインロジックボードと光学ドライブがLCDパネルのすぐ後ろに取り付けられた。これにより、厚みのあるデスクトップLCDモニタの外観が得られた。

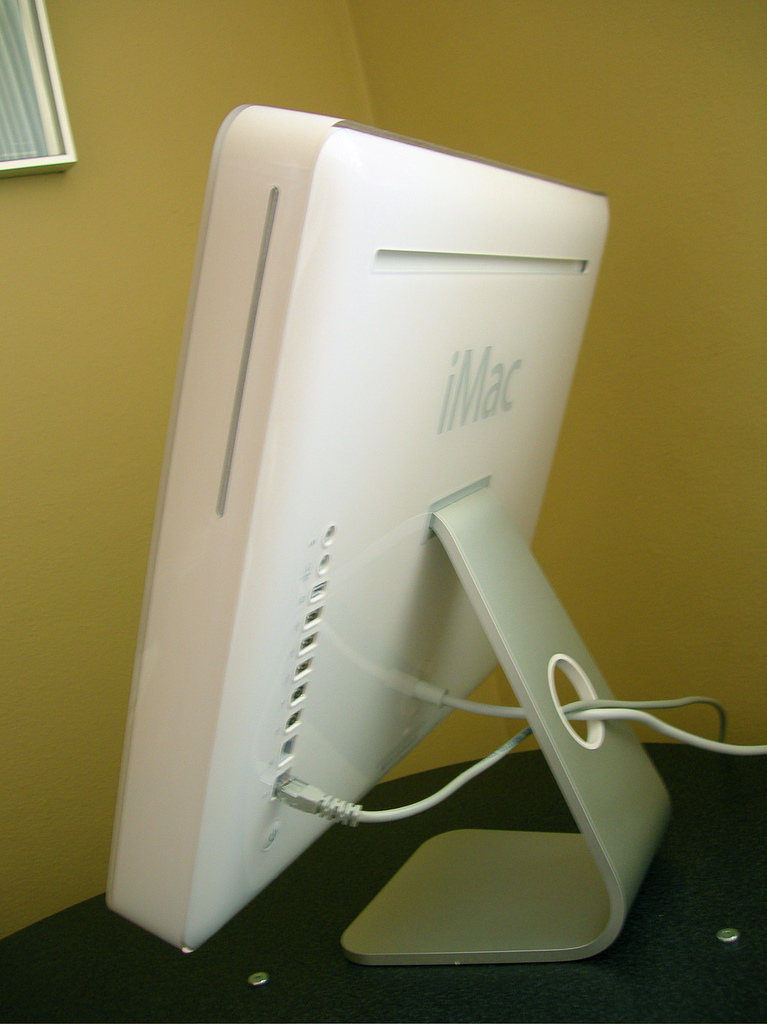
初代iMac 17インチモデルのサイドビュー

厚み約5cmの筐体は、アルミ合金のスタンド（VESA取り付けプレートと交換可能）によって吊り下げられる。 iMac G5は、オペレーティングシステムによって制御される高度な冷却システムを使用している。 CPU負荷が低い場合、iMac G5は実際静かである。 Appleは、市場で最もスリムなデスクトップコンピュータであると発表した。
2005年5月にiMac G5 Ambient Light Sensor（ALS）モデルが発売された。これには、RAMの増設、ハードドライブの容量増加、GPUの更新、ギガビットイーサネット、標準のAirMac Extreme（802.11g）およびBluetooth 2.0 + EDRなどの構成上の違いがいくつか含まれた。
2005年10月に最後のiMac G5, (iSight)モデル発売、LCDの上にiSight Webカメラが追加された。その他の改善には、より高速なプロセッサ、多くのRAM、大きなハードドライブ、および改善されたグラフィックスが含まれる。特に、DDR2 SDRAMは、Power Mac G5に搭載される少し前に登場し、Appleのパソコンとして初採用された。ウォールストリートジャーナルのウォルト・モスバーグは「デスクトップPCの金字塔」と断言した。
iMac G5 (iSight)は、外観は以前の2つのリビジョンと似ているが、よりスリムで内部的に新しいデザインである。改善には、優れた冷却とパフォーマンスの向上が含まれる。スタンドをVESAマウントに交換することはできなくなった。このケースは、以前のモデルとは異なり、正面からのみ開くため、内部コンポーネントにアクセスする前にLCD画面を取り外す必要がある。 Appleは、ハウジングのベースにある小さなドアからアクセスできるメモリ交換以外のユーザによる修理を非推奨とした。しかし、ハードドライブや光学ドライブを含む他のコンポーネントの交換をサポートするために多くのガイドがインターネットに投稿され、ユーザによる修理はAppleの保証を無効にした。
Appleは、MacのIntelアーキテクチャへの移行を開始し、2006年1月10日にiMac G5は、外観が変わらないIntelベースのiMacと入れ替わり、6か月間で移行は完了した。

## 機種一覧
| 成分                                 | iMac G5 （2004年8月）                                                                                      | iMac G5 （2004年8月）                                                                                      | iMac G5 (Ambient Light Sensor)（2005年5月）                                                                | iMac G5 (Ambient Light Sensor)（2005年5月）                                                                | iMac G5 (iSight)（2005年10月）                                                                             | iMac G5 (iSight)（2005年10月）                                                                             |
| ------------------------------------ | --- | --- | --- | --- | --- | --- |
| コード名                             | Hero | Hero | Q45C, Q45D                                                                                                 | Q45C, Q45D                                                                                                 | Q87 | Q87 |
| モデル識別子                         | PowerMac8,1                                                                                                | PowerMac8,1                                                                                                | PowerMac8,2                                                                                                | PowerMac8,2                                                                                                | PowerMac12,1                                                                                               | PowerMac12,1                                                                                               |
| 筐体                                 | 白いポリカーボネート                                                                                       | 白いポリカーボネート                                                                                       | 白いポリカーボネート                                                                                       | 白いポリカーボネート                                                                                       | 白いポリカーボネート                                                                                       | 白いポリカーボネート                                                                                       |
| 画面                                 | 17インチ、1440×900                                                                                         | 20インチ、1680×1050                                                                                        | 17インチ、1440×900                                                                                         | 20インチ、1680×1050                                                                                        | 17インチ、1440×900                                                                                         | 20インチ、1680×1050                                                                                        |
| 画面                                 | ワイドスクリーン16:10、反射防止アクティブマトリクス液晶ディスプレイ                                        | | | | | |
| プロセッサー                         | 1.6または1.8GHz                                                                                            | 1.8GHz | 1.8または2.0GHz                                                                                            | 2.0GHz | 1.9GHz | 2.1 GHz |
| プロセッサー                         | PowerPC 970FX                                                                                              | | | | | |
| プロセッサー                         | L1キャッシュ: 64 KB（命令）、L2キャッシュ: 32KB（データ） 512KB(1:1)                                       | | | | | |
| HyperTransport                       | 533MHzまたは600MHz（3:1）                                                                                  | 533MHzまたは600MHz（3:1）                                                                                  | 600MHzまたは667MHz（3:1）                                                                                  | 600MHzまたは667MHz（3:1）                                                                                  | 633MHz（3:1）                                                                                              | 700MHz（3:1）                                                                                              |
| メモリー                             | 256MB 400MHz PC-3200 DDR SDRAM 2GBまで拡張可能                                                             | 256MB 400MHz PC-3200 DDR SDRAM 2GBまで拡張可能                                                             | 256MB 400MHz PC-3200 DDR SDRAM 2GBまで拡張可能                                                             | 256MB 400MHz PC-3200 DDR SDRAM 2GBまで拡張可能                                                             | 512MB 533MHz PC2-4200 DDR2 SDRAM 2.5GBまで拡張可能                                                         | 512MB 533MHz PC2-4200 DDR2 SDRAM 2.5GBまで拡張可能                                                         |
| グラフィックス                       | NVidia GeForce FX 5200Ultra 64MB NVidia GeForce 4 MX 32MB（教育機関向けモデルのみ）                        | NVidia GeForce FX 5200Ultra 64MB NVidia GeForce 4 MX 32MB（教育機関向けモデルのみ）                        | ATI Radeon 9600 128MB                                                                                      | ATI Radeon 9600 128MB                                                                                      | ATI Radeon X600 Pro 128MB                                                                                  | ATI Radeon X600 XT 128MB                                                                                   |
| グラフィックス                       | AGP 8x | AGP 8x | AGP 8x | AGP 8x | PCI Express 8レーン                                                                                        | PCI Express 8レーン                                                                                        |
| HDD                                  | 80 GB | 160GB | 160GB | 250GB | 160GB 250, 500GB オプション                                                                                | 250GB 500GBオプション                                                                                      |
| HDD                                  | シリアルATA 7200rpm UltraATA/133 40GB 5400rpm（教育機関モデル向けのみ）                                    | | | | | |
| スロットローディング光学式ドライブ   | 17インチモデル（1.6GHzおよび1.8GHz）：コンボドライブ（iSight）モデルを除く 他のすべてのモデル： SuperDrive | 17インチモデル（1.6GHzおよび1.8GHz）：コンボドライブ（iSight）モデルを除く 他のすべてのモデル： SuperDrive | 17インチモデル（1.6GHzおよび1.8GHz）：コンボドライブ（iSight）モデルを除く 他のすべてのモデル： SuperDrive | 17インチモデル（1.6GHzおよび1.8GHz）：コンボドライブ（iSight）モデルを除く 他のすべてのモデル： SuperDrive | 17インチモデル（1.6GHzおよび1.8GHz）：コンボドライブ（iSight）モデルを除く 他のすべてのモデル： SuperDrive | 17インチモデル（1.6GHzおよび1.8GHz）：コンボドライブ（iSight）モデルを除く 他のすべてのモデル： SuperDrive |
| 接続性                               | 10/100BASE-Tイーサネット 56k V.92モデム AirMacExtreme 802.11b/g オプション Bluetooth 1.1オプション         | 10/100BASE-Tイーサネット 56k V.92モデム AirMacExtreme 802.11b/g オプション Bluetooth 1.1オプション         | 左記に加え： AirMac Extreme Bluetooth 2.0 + EDRギガビットイーサネット                                      | 左記に加え： AirMac Extreme Bluetooth 2.0 + EDRギガビットイーサネット                                      | 左記に加え： 付属するApple Remote用の内蔵赤外線（IR）レシーバ なお、56kV.92モデムは内蔵されていない        | 左記に加え： 付属するApple Remote用の内蔵赤外線（IR）レシーバ なお、56kV.92モデムは内蔵されていない        |
| 周辺機器                             | USB 2.0 x3 FireWire 400 x2 オーディオ入力/オーディオ出力                                                   | USB 2.0 x3 FireWire 400 x2 オーディオ入力/オーディオ出力                                                   | 左記に加えて： 環境光センサー                                                                              | 左記に加えて： 環境光センサー                                                                              | 左記に加えて： 環境光センサー                                                                              | 左記に加えて： 環境光センサー                                                                              |
| カメラ                               | なし | なし | なし | なし | 内蔵iSightカメラ（640×480 0.3 MP）                                                                         | 内蔵iSightカメラ（640×480 0.3 MP）                                                                         |
| ビデオアウト                         | ミニVGA | ミニVGA | ミニVGA | ミニVGA | ミニVGA | ミニVGA |
| オリジナルのオペレーティングシステム | Mac OS X Panther v10.3.5                                                                                   | Mac OS X Panther v10.3.5                                                                                   | Mac OS X Tiger v10.4                                                                                       | Mac OS X Tiger v10.4                                                                                       | Mac OS X Tiger v10.4.2                                                                                     | Mac OS X Tiger v10.4.2                                                                                     |
| 最大オペレーティングシステム         | Mac OS X Leopard v10.5.8                                                                                   | Mac OS X Leopard v10.5.8                                                                                   | Mac OS X Leopard v10.5.8                                                                                   | Mac OS X Leopard v10.5.8                                                                                   | Mac OS X Leopard v10.5.8                                                                                   | Mac OS X Leopard v10.5.8                                                                                   |
| 重さ                                 | 12.5kg（17 "）、13.7kg（20 "）                                                                             | 12.5kg（17 "）、13.7kg（20 "）                                                                             | 12.5kg（17 "）、13.7kg（20 "）                                                                             | 12.5kg（17 "）、13.7kg（20 "）                                                                             | 7kg（17 "） 、10kg（20 "）                                                                                 | 7kg（17 "） 、10kg（20 "）                                                                                 |

## iMac G5 のビデオと電源に関するリペアエクステンションプログラム
初代iMac G5には、電源やビデオ回路の不具合があり、2005年8月より、購入日から2年間の無料修理サービスが提供された。
iMac G5 のビデオと電源に関するリペアエクステンションプログラム